# NGC 7604
NGC 7604 este o galaxie situată în constelația Peștii. A fost descoperită în 29 noiembrie 1864 de către Albert Marth. Se află la o distanță de 39,63 de megaparseci de Pământ.